# Lizette Chirrime
Lizette Chirrime (Maputo,1973) artista têxtil moçambicana. Frequentou escola comercial até os 17 anos. Autodidata, cria obras em tela em grande escala baseadas em têxteis.

## Biografia
Nasceu em Maputo, em 1973. Artista têxtil e autodidata que usa sua arte para ultrapassar seus traumas. Para as suas obras utiliza retalhos de tecido para comunicar a beleza do ser africano. Seu processo artístico tem como fundamento a Feminilidade, Terra-Mãe, amor, grandiosidade e espiritualidade. Usa as suas memórias de dias difíceis para criar arte e projetar um futuro mais feliz. Com sete anos de idade foi enviada a morar com um pai ausente e uma madrasta opressora. Apanhava e recebia ofensas verbais o tempo todo. Para se salvar dos abusos buscou o mar e descobriu uma criatividade inerente. Em 2000 começou a trabalhar com materiais de sucatas para criar bonecas. Tem seu passado como inspiração para criar obras com diversos tecidos e materiais que encontra.
Em 2005 se muda para a Cidade do Cabo em busca de oportunidades de crescimento. No mesmo ano consegue entrar para Residência artística em Greatmore Studios na Cidade do Cabo, África do Sul. Suas peças vem sendo exibidas em todo mundo, peças que utilizam materiais descartados como a juta. Combina tons e estampas, mostrando um trabalho genuinamente africano.

## Obra
2021 O Livro de Ndimande e Oferenda, uma homenagem ao pai e sua rejeição pela família paterna. 
2021 Oferenda, uma homenagem  à mãe respetivamente. Se trata de uma obra de conexão e partilha que reuniu em círculos de costura, 68 mulheres de várias idades e classe social para produzir uma colcha de retalhos.

## Exposições
2023:Projeto Akka, Dubai.10 de novembro de 2023 - 31 de janeiro de 2024.
2023:Criando um novo todo-Arte Morton-Washinston,EUA. 04 de janeiro - 04 de fevereiro.
2022: Lizette Chirrime: Rituais para busca de almas.Ate Morton,Washinston, EUA. 23 de abril de 2022 - 22 de maio.
2021: Eu tenho um sonho!Projeto Akka, Veneza.Itália 31 de agosto -16 de outubro.
2020: Mothers Gift na Gus Stellenbosh University. Patrocinada por Andrew Mellon Foundation
2020: Desembaraçar. Arte Mundial  Cidade do Cabo. África do Sul. 06 de fevereiro -27 de fevereiro 2020.
2019: Kubatana Vestfossen Kunstlsboratorium Oslo. Noruega. 04 de maio de 2019 - 22 de setembro de 2019
2018: The Forms of Invisible Demands na World Art gallery, Cape Town
2016: A Sinfonia da Alma Liberta II (Sounds of a Free Soul) na the World art gallery, Cape Town
2012: A Sinfonia da Alma Liberta no Centro Cultural Franco-Moçambicano (CCFM), Maputo
2004: Metamorfoses de Saco na Associação Moçambicana de Fotografia (MMF), Maputo

## Reconhecimento
Lizette Chirrime foi uma das finalistas de BRIGHT YOUNG THINGS 2017, prêmios e programa de residências da ART AFRICA para apoio e celebração das vanguardas contemporâneas – curadoria Salimata Diop.